# Будинок Воробйова
Буди́нок Воробйо́ва — старовинний будинок в Черкасах, збудований в кінці XIX століття П. П. Воробйовим.
Будинок збудований в 1879 році на замовлення міщанина П. П. Воробйова. Тривалий час в ньому розташовувалась школа-інтернат № 16. Нині тут працює Черкаський обласний Центр науково-технічної творчості учнівської молоді, який і реставрував його.

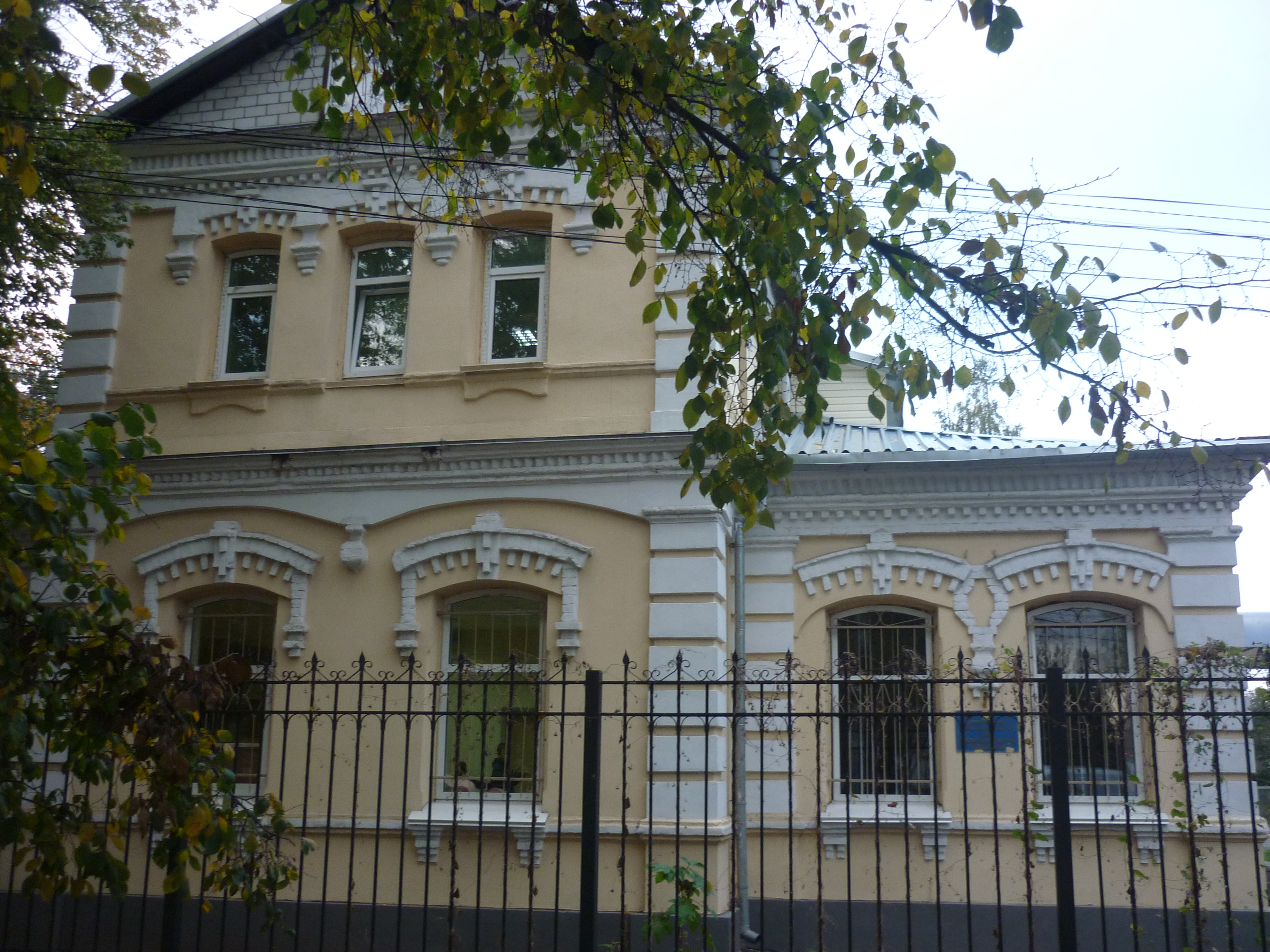
Видно сучасну добудову поверх другого поверху лівого фасаду
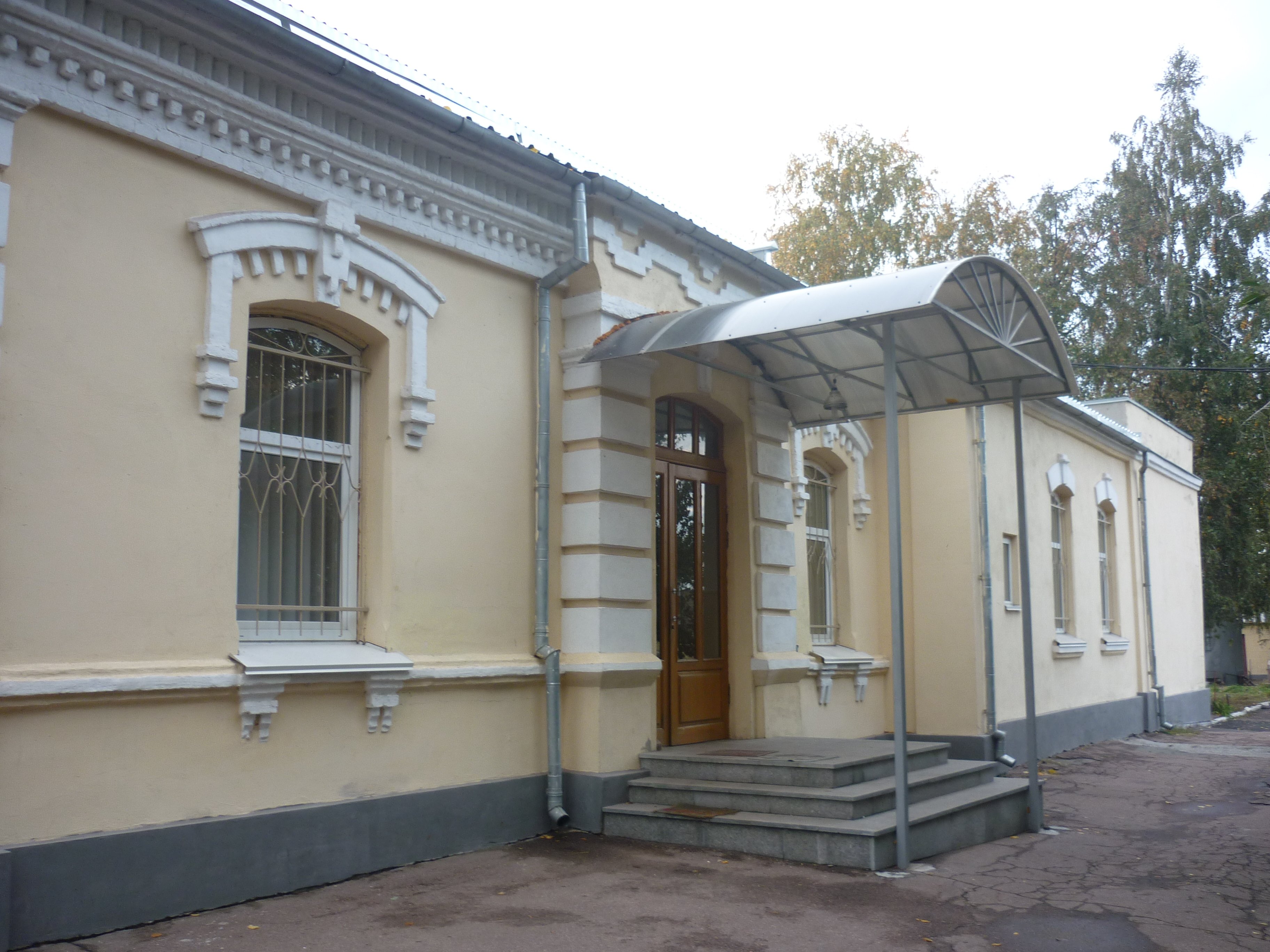
Вхід до будинку

| Черкаси | Це незавершена стаття про Черкаси. Ви можете допомогти проєкту, виправивши або дописавши її. |